# Vangions

Répartition des peuples germaniques au Ier siècle ap. J.-C.

Les Vangions (en latin Vangiones) sont des Germains cités pour la première fois dans les Commentaires sur la Guerre des Gaules de Jules César.

## Histoire
Originellement établis au centre des champs Décumates, ils se joignent vers 65 av. J.-C. à la migration des Suèves, menés par Arioviste. Après la défaite de ces derniers face à Jules César, les Vangions s'établissent au confluent du Rhin et du Main (autour de l'actuelle ville de Mayence).
Drusus, dans le cadre de la romanisation et de l'institution du limes, construit deux castra en territoire vangion : Mogontiacum (actuelle ville de Mayence) et Augusta Vangionum (actuelle ville de Worms, citée dans la légende de Martin de Tours). L'ethnonyme de ce peuple subsiste dans le toponyme Wonnegau (petite région du sud de la Hesse rhénane).
Sous l'Empire, l'armée romaine engagea des auxiliaires vangions.
En 405 ou 406, les Vangions de Worms furent vaincus après un long siège et Mayence fut saccagée par les Vandales, au moment où ces derniers franchirent le Rhin pour déferler sur la Gaule.